# Бялградец
Бялградец е село в Южна България. То се намира в община Ивайловград, област Хасково.

## География
Село Бялградец се намира в планински район, близо до село Гугутка.